# Страховой институт дорожной безопасности

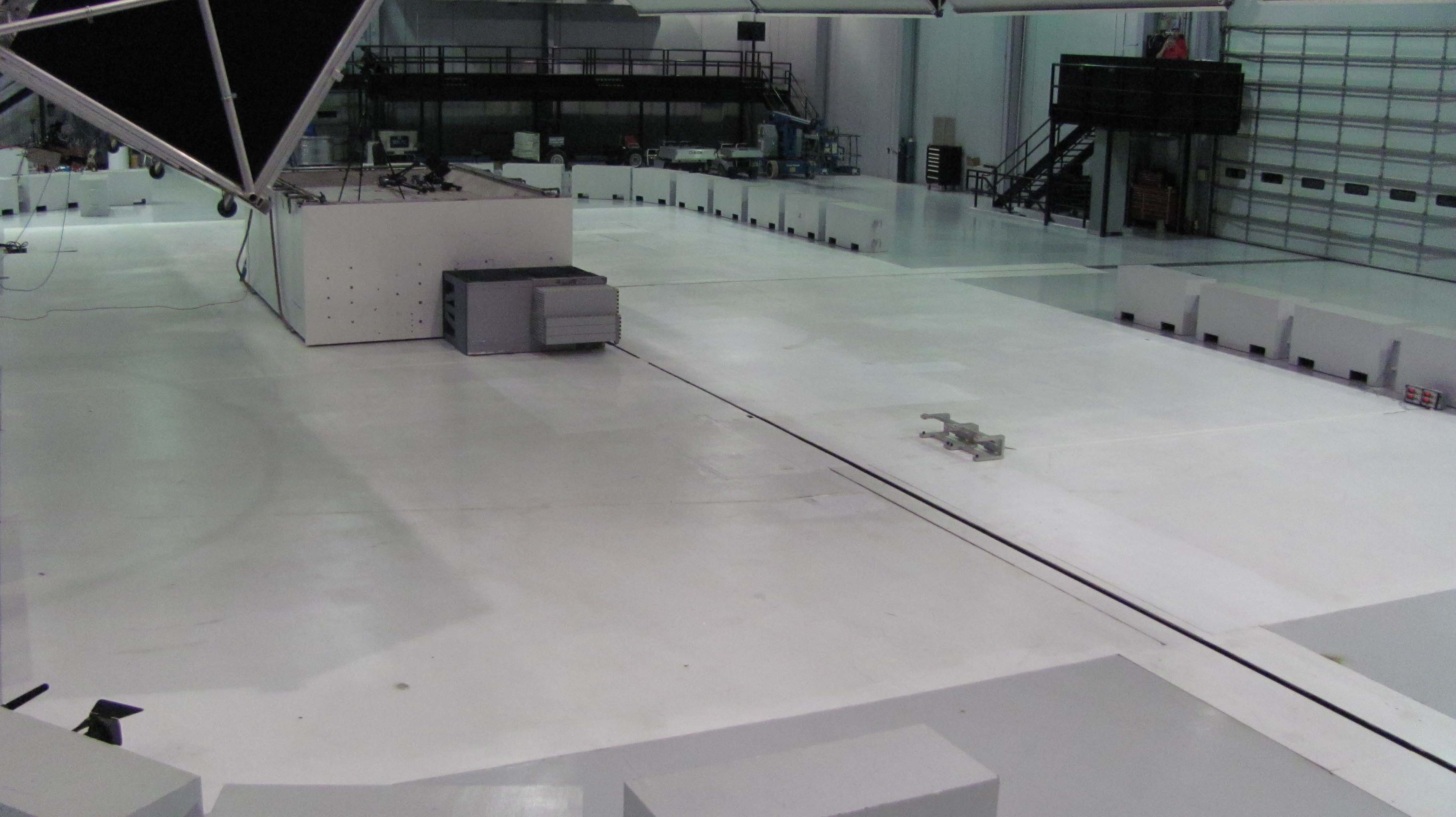
Помещение организации, предназначенное для проведения краш-тестов

Страхово́й институ́т доро́жной безопа́сности (англ. Insurance Institute for Highway Safety, англ. IIHS) — американская некоммерческая организация, финансируемая автомобильными страховыми компаниями, основанная в 1959 году в округе Арлингтон, штат Виргиния. Деятельность организации направлена на уменьшение количества дорожно-транспортных происшествий, ущерба, а также тяжести травм, полученных в авариях. Институт осуществляет исследования, составляет рейтинги безопасности популярных пассажирских автомобилей, а также потребительских товаров, имеющих отношение к безопасности на дороге, таких как автомобильные детские удерживающие устройства.

## Проводимые тесты

### Фронтальный краш-тест

#### Фронтальные тесты с частичным перекрытием

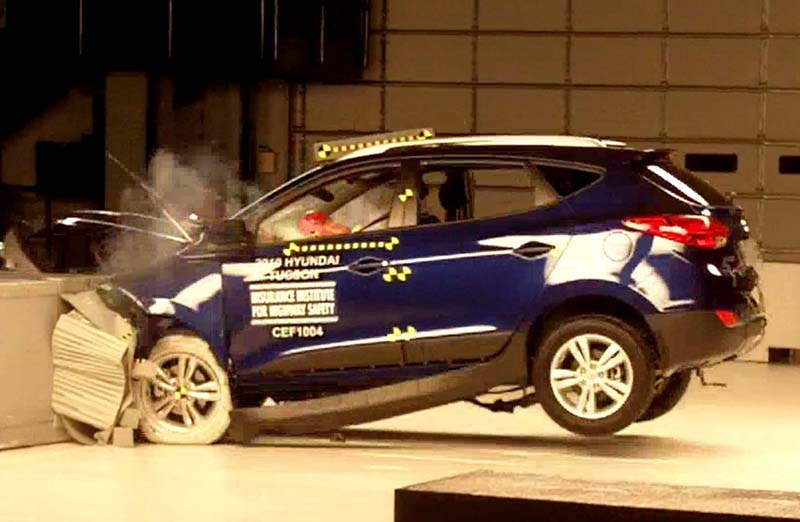
Фронтальный краш-тест Hyundai Tucson с частичным смещением

Фронтальный краш-тест, проводимый институтом, отличается от аналогичного теста, проводимого американским правительственным агентством NHTSA «Программа оценки новых автомобилей», в той его части, которая касается смещения деформируемого препятствия относительно передней части автомобиля. Если быть точнее, при проведении этого теста деформируемый барьер перекрывает только 40 % передней части тестируемого автомобиля, движущегося на скорости примерно 64 километра в час. Именно из-за того, что препятствие встречают только 40 % передней части автомобиля, этот тест точнее показывает конструкционную прочность автомобиля, в отличие от теста NHTSA, в котором с препятствием встречается вся передняя часть автомобиля. Страховой институт дорожной безопасности начал проводить этот вид тестов в январе 1995 года.
Многие реальные столкновения с препятствиями сопровождаются смещением. Однако, тест с полным перекрытием, проводимый NHTSA, показывает большее значение ускорения внутри салона автомобиля. Таким образом, можно утверждать, что тесты с полным перекрытием более предпочтительны для оценки пассивных систем безопасности, таких как  ремни безопасности и подушки безопасности.
Результаты тестов Страхового института дорожной безопасности и NHTSA разнятся. Например, на тестах NHTSA Chevrolet Venture (известный также под торговыми наименованиями Oldsmobile Silhouette и Pontiac Montana/TransSport) получил четыре из пяти звёзд (пять звёзд — наилучший результат, одна звезда — наихудший), но институт присвоил только оценку «плохо» за низкую структурную целостность, проявившую себя в полной мере на тестах со смещённым препятствием. Этот минивэн явился одним из худших протестированных автомобилей начиная с 1995 года. Сходные результаты показал Ford F-150 1997-2003 модельных годов выпуска.
Анализ, проведённый Страховым институтом дорожной безопасности, показывает, что уровень смертности в автомобилях, получивших от организации оценку «хорошо», на 46 % ниже, чем  в автомобилях, получивших оценку «плохо». Для автомобилей, получивших оценку «приемлемо» и «предельно»,  эта цифра составляет 33 %.
Страховой институт дорожной безопасности даёт оценку по шести различным категориям, которая может принимать значения «хорошо», «приемлемо», «предельно» и «плохо», прежде чем вынести итоговую оценку по результатам фронтального краш-теста.
Важно заметить, что, как и в случае с фронтальными краш-тестами NHTSA, результаты этого теста не могут быть сопоставлены напрямую для автомобилей разных весовых категорий. Это связано с тем, что, как правило, более тяжёлый автомобиль имеет преимущество, если происходит столкновение с более лёгким автомобилем или в случае, если в столкновении участвует только один автомобиль. Страховой институт дорожной безопасности продемонстрировал эту разницу, проведя три краш-теста с участием среднеразмерного седана с одной стороны и микролитражки с другой, причём все автомобили, участвовавшие в тесте, имели оценку «хорошо» по результатам предыдущих тестов. По результатам этого специального теста, все микролитражки были оценены "Плохо", в то время как среднеразмерные автомобили получили оценки «хорошо» или «приемлемо».

##### 50-летний юбилей организации

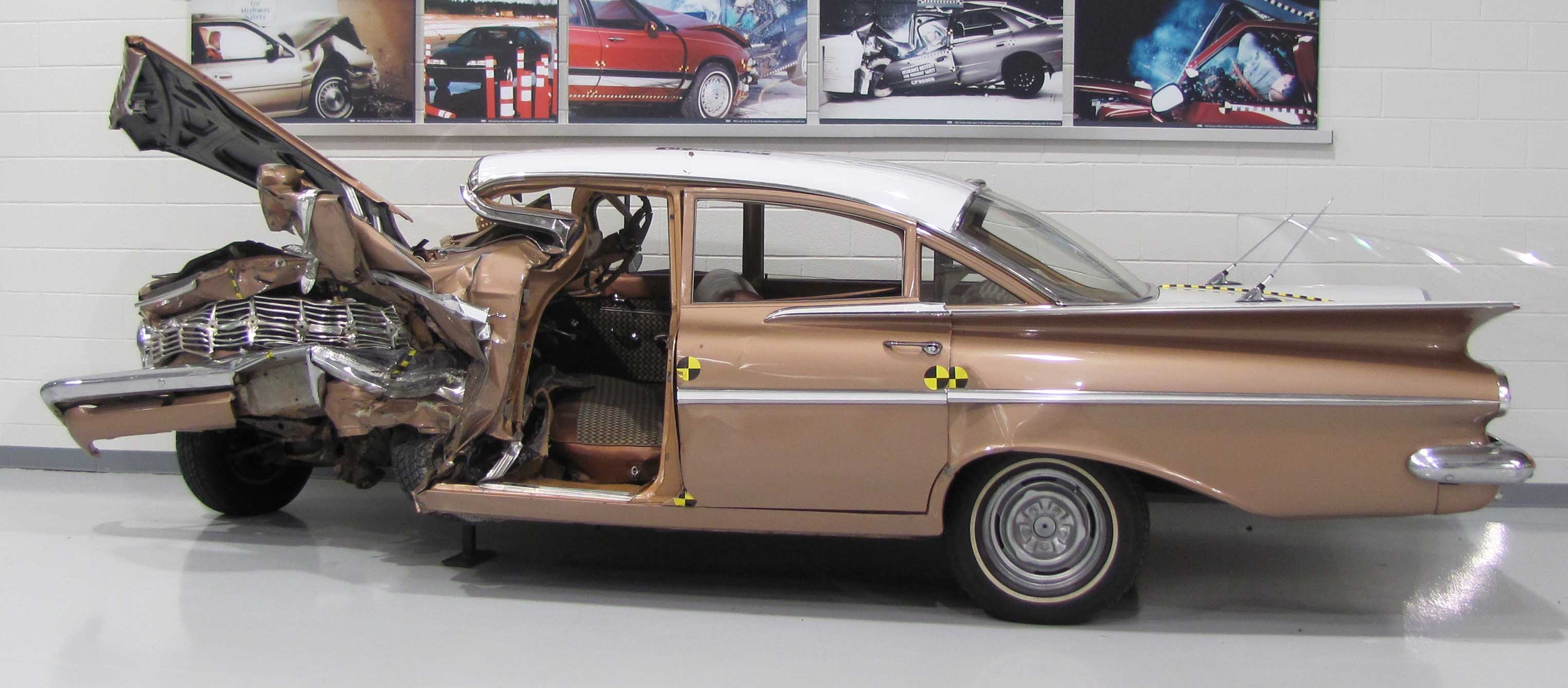
Chevrolet Bel Air 1959 года после фронтального краш-теста

В 2009 году Страховой институт дорожной безопасности отмечал свой пятидесятилетний юбилей, и по этому случаю был проведён фронтальный краш-тест Chevrolet Bel Air 1959 года, двигавшегося на скорости около 64 километров в час, и Chevrolet Malibu 2009 года с 40%-м перекрытием лобовой части автомобилей. В результате столкновения салон Bel Air подвергся значительным повреждениям. Усугублённые отсутствием современных средств безопасности, таких как подушки и ремни безопасности, результаты, зафиксированные датчиками манекена для проведения краш-тестов, показали высокую вероятность получения смертельных ранений живым водителем в случае попадания в аналогичную ситуацию. Этот автомобиль (Chevrolet Bel Air) показал даже худшие результаты, чем II поколение печально известных минивэнов GM (Pontiac Trans Sport Montana, Opel Sintra, Vauxhall Sintra, Chevrolet Venture, Oldsmobile Silhouette, Buick GL8), которые до этого случая держали первенство по наихудшим результатам краш-тестов, проведённых институтом. Салон же Chevrolet Malibu в результате столкновения не пострадал, и продвинутая система безопасности оберегла водителя от получения потенциально серьёзных травм. Датчики манекена, располагавшегося в салоне Chevrolet Malibu, показали лишь потенциальную возможность получения водителем автомобиля лёгких травм стопы.

#### Фронтальные тесты с малой зоной перекрытия
14 августа 2012 года институт представил публике результаты нового, более строгого, краш-теста с частичным перекрытием фронтальной зоны автомобиля. Новый тест, проводимый в дополнение к тесту с 40%-м перекрытием, представленным в 1995 году, проводится при 25%-м перекрытии препятствием фронтальной части автомобиля, движущегося на скорости скорости примерно 64 километров в час. Новый краш-тест гораздо более требователен к структуре транспортного средства, нежели тест с 40%-м перекрытием. По результатам первого цикла краш-тестов большая часть протестированных автомобилей показала плохие результаты, и только три автомобиля получили оценки "Хорошо" и "Приемлемо".
Система оценки результатов этого краш-теста в целом схожа с системой, применяемой в тестах с 40%-м перекрытием, однако имеет несколько принципиальных отличий: оценки повреждений бедра/бедренного сустава, а также нижней части ноги и ступни заменили оценки повреждений ног и ступней. Таким образом высокие оценки по результатам этого теста не могут быть достигнуты в случаях неполного раскрытия передних подушек безопасности и шторок безопасности (из-за сильного бокового ускорения, возникающего в результате проведения теста). 
Исследования Медицинского колледжа Висконсина показали увеличение вероятности появления травм головы, грудной клетки, позвоночника, бедренного и тазового суставов в случае попадания в ситуации, сходные по условиям с проводимым институтом тестом с малой зоной лобового перекрытия. Такой тип столкновений характерен для дорог с двумя полосами движения, где отсутствует разделительное ограждение или разметка между полосами. Как правило, на ДТП, в которых участвует лишь один автомобиль, например столкновение со столбом или деревом, приходится до 40% столкновений с препятствием с малой зоной фронтального перекрытия. Согласно информации, распространённой институтом, 25% смертельных случаев при лобовых столкновениях приходится на аварии с малой зоной лобового перекрытия, когда машина принимает точечную нагрузку от столкновения через переднее колесо, в отличие от случаев с распределением ударных сил по всей структуре автомобиля в случае центрального столкновения с препятствием.

### Боковые краш-тесты

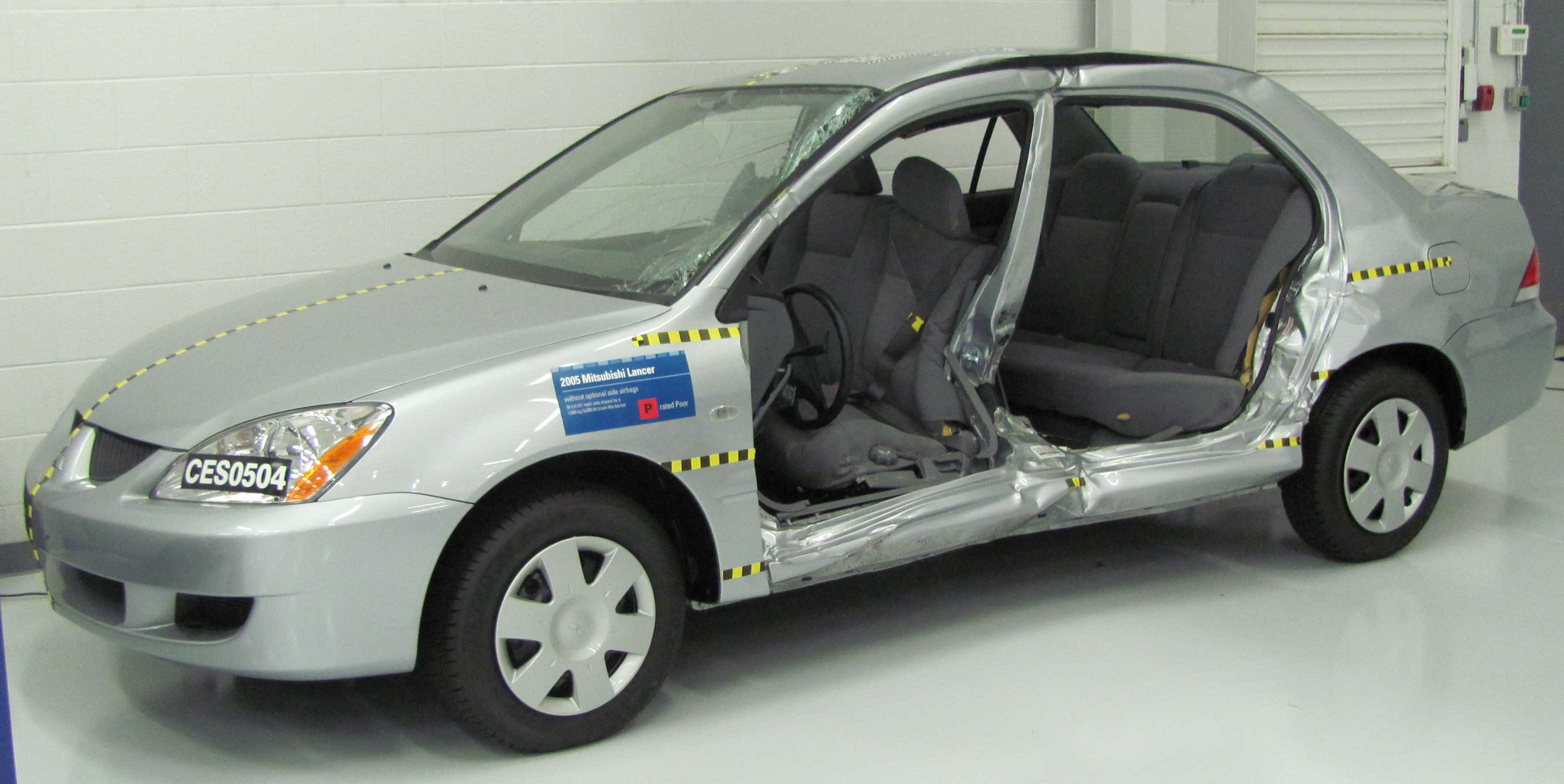
Mitsubishi Lancer 2005 года после бокового удара

При боковом краш-тесте, проводимом институтом, в автомобиль, закреплённый на стапеле, попадает тестовая балка, изображающая автомобиль класса SUV или пикап. Этим он отличается от теста, проводимого NHTSA, в котором в тестируемый автомобиль ударяет более низкорасположенная балка, имитирующая обычный легковой автомобиль. Это связано с тем, что  в США автомобили с высоким расположением бампера занимают примерно 25% от общего числа продаваемых автомобилей. На результаты этого вида краш-тестов большое влияние оказывают как структурная целостность тестируемого транспортного средства, так и работа боковых подушек и шторок безопасности. Работа ремней безопасности влияет на результаты этого теста меньше. Из-за разницы в проведении боковых краш-тестов, большинство автомобилей, протестированных NHTSA, получают по 4-5 звёзд (к тому же NHTSA не учитывает травмы головы), а автомобили, протестированные IIHS, вовсе не дотягивают до хороших оценок.
Как и в других проводимых тестах, институт присваивает автомобилям оценки "Хорошо", "Приемлемо", "Предельно" и "Плохо" в девяти категориях, прежде чем вынести итоговую оценку результатов бокового краш-теста.
Страховой институт дорожной безопасности начал проводить этот вид тестов в 2003 году. Информация, собранная институтом, показывает, что водители, управляющие автомобилями, получившими оценку "Хорошо", на 70% реже погибают при ударе их автомобиля с левой стороны, чем водители за рулём машин с оценкой "Плохо". Разница между смертностью водителей при боковых ударах в автомобилях, оценённых "Плохо", и в автомобилях, оценённых "Приемлемо" и "Предельно", составляет 64% и 49% соответственно.

### Оценка безопасности подголовников
Этот тест направлен на оценку эффективности такого элемента безопасности, как подголовник водительского сидения. Водительское сидение закреплено на салазках, движущихся на скорости около 20 миль в час (примерно 32 километра в час), движение которых симулирует столкновение на низкой скорости, например удар между автомобилями в пробке. Такие столкновения, как правило, не опасны, однако весьма распространены. Результаты анализа более 5000 случаев травм шейного отдела позвоночника показали, что водители за рулём автомобилей, оценённых "Хорошо", получают такие травмы на 24% реже водителей, управляющих автомобилями с оценкой "Плохо".

### Оценка прочности крыши

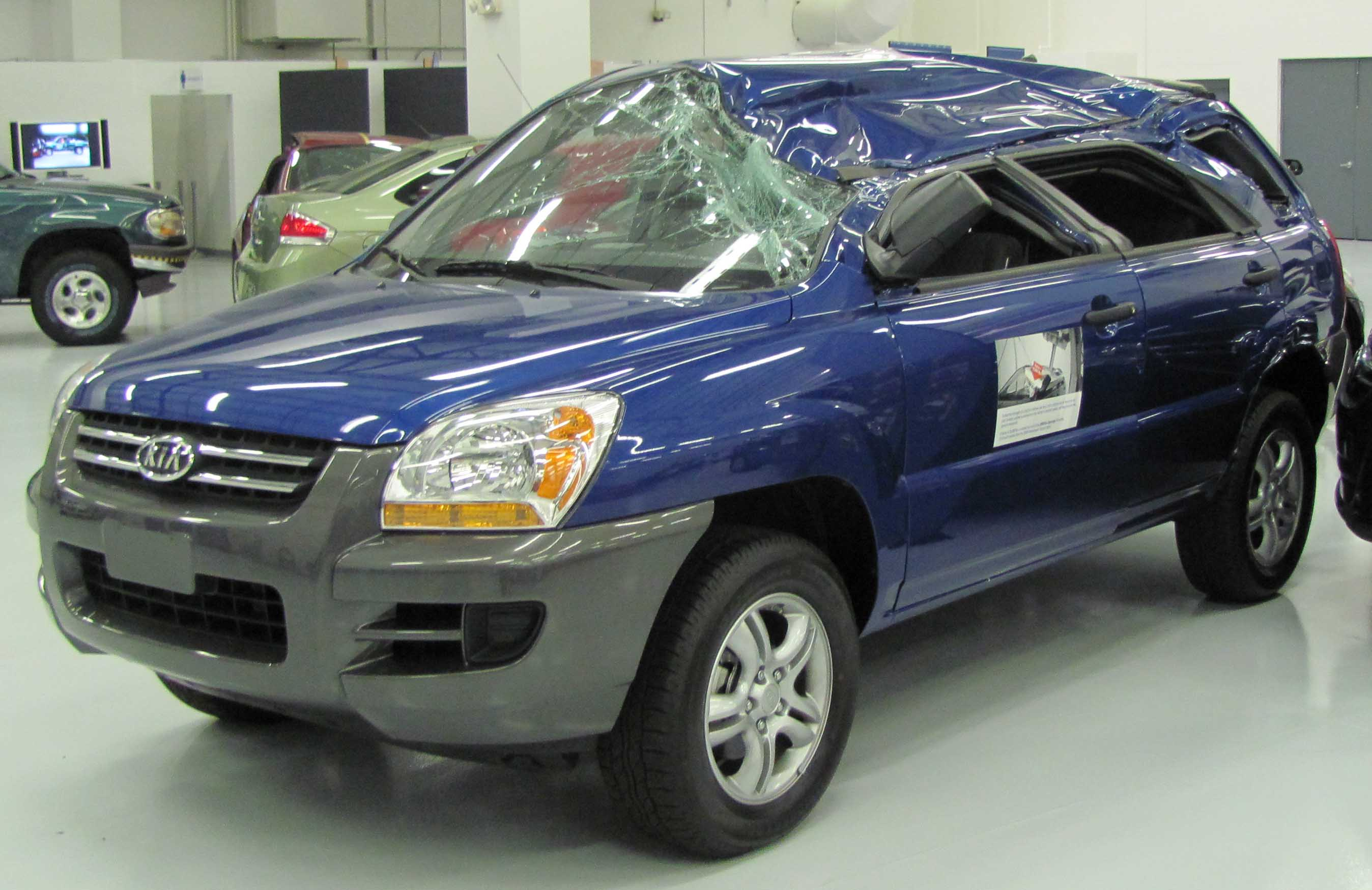
Kia Sportage 2008 года после теста на прочность крыши

В США переворот автомобиля является причиной 25% смертей пассажиров в ДТП. Такие автомобильные системы, как электронный контроль устойчивости и система слежения за полосой движения уменьшают риск переворота автомобиля. Чувствительные к перевороту боковые шторки безопасности также призваны уменьшить негативные последствия в случае опрокидывания автомобиля. Страховой институт дорожной безопасности начал проводить оценку прочности крыш в марте 2009 года.

### Оценка систем предотвращения столкновений
Страховой институт дорожной безопасности начал оценивать системы предотвращения столкновений в 2013 году.

## Вручаемые награды
Top Safety Pick — это ежегодная награда, которой удостаиваются автомобили, показавшие за год наилучшие результаты в тестах.

### 2014 год

#### 2014 IIHS Top Safety Pick+
1. Acura MDX[10]
2. Acura RL
3. Acura TLX
4. Ford Fusion
5. Honda Accord
6. Honda Accord Coupe
7. Honda Civic (седан)
8. Honda Odyssey
9. Infiniti Q50
10. Lincoln MKZ
11. Mazda CX-5 (после октября 2013 г.)
12. Mazda3 (после октября 2013 г.)
13. Mazda6
14. Mercedes-Benz M-Class (после августа 2013 г.)
15. Mitsubishi Outlander
16. Nissan Rogue
17. Subaru Forester
18. Subaru Legacy
19. Subaru Outback
20. Toyota Highlander
21. Toyota Prius (после ноября 2013 г. )
22. Volvo S60
23. Volvo S80
24. Volvo XC60

#### 2014 IIHS Top Safety Pick
1. Acura TL
2. Chevrolet Spark
3. Chrysler 200 (седан)
4. Dodge Avenger
5. Dodge Dart
6. Ford Focus
7. Honda Civic Coupe
8. Hyundai Elantra
9. Kia Optima
10. Mitsubishi Outlander Sport
11. Nissan Altima
12. Scion tC
13. Subaru Impreza
14. Subaru XV Crosstrek
15. Toyota Camry (после ноября 2013 г.)
16. Volkswagen Passat
17. Volvo XC90

### 2016 год
- [11]